# Utricularia purpurea
Utricularia purpurea är en tätörtsväxtart som beskrevs av Thomas Walter. Utricularia purpurea ingår i släktet bläddror, och familjen tätörtsväxter. Inga underarter finns listade i Catalogue of Life.